# ブリンディジ県

ブリンディジ県
Provincia di Brindisi

ブリンディジ県（ブリンディジけん、イタリア語: Provincia di Brindisi）は、イタリア共和国プーリア州に属する県の一つ。県都はブリンディジ。

## 地理

### 位置・広がり
プーリア州南部に位置し、北東側はアドリア海に面する。県都ブリンディジは、ターラントから東北東へ約62km、州都バーリから南東へ約105km、アルバニアの首都ティラナから南南西へ約177km、イタリアの首都ローマから南南東へ約480kmの距離にある。
隣接する県は以下の通り。
- 南東 - レッチェ県
- 西 - ターラント県
- 北西 - バーリ県

### 主要な都市
2001年の国勢調査に基づく居住地区（Località abitata）別人口統計によれば、人口2万人以上の都市は以下の通り。
- ブリンディジ - 81,927人
- フランカヴィッラ・フォンターナ - 33,498人
- オストゥーニ - 27,102人
- メザーニェ - 26,623人
- ファザーノ - 23,242人

- ブリンディジ
- フランカヴィッラ・フォンターナ
- オストゥーニ